# 県道138号 (台湾)
県道138号（けんどう138ごう）は、彰化県線西郷から同県彰化市を結ぶ、全長13.4kmの台湾の県道である。

## 通過する自治体
- 彰化県
  - 線西郷
  - 和美鎮
  - 彰化市

## 接続する道路
- 台61線
- 県道138甲線
- 台17線
- 県道134号
- 県道139甲線
- 県道135号
- 県道134号
- 県道134甲線
- 台1丙線
- 県道134号

## 施設
- 大嘉国小学校

## 支線

### 甲線
県道138号甲線（けんどう138ごうこうせん）は、彰化県線西郷から同県和美鎮を結ぶ、全長5.4kmの台湾の県道である。

#### 通過する自治体
- 線西郷
- 和美鎮

#### 接続する道路
- 県道138号
- 台17線
- 県道134号